# Ja'Whaun Bentley
Ja'Whaun Louis Bentley (Glenarden, Maryland, 24 de agosto de 1996) más conocido como Ja'Whaun Bentley, es un jugador profesional estadounidense de fútbol americano que se desempeña en la posición de linebacker en New England Patriots, equipo de la National Football League (NFL).

## Carrera
Fue seleccionado en la quinta ronda en la Reunión Anual de Selección de Jugadores de la NFL de 2018. Hizo su debut profesional con el equipo New England Patriots, donde lleva jugando seis temporadas.